# Pomoren

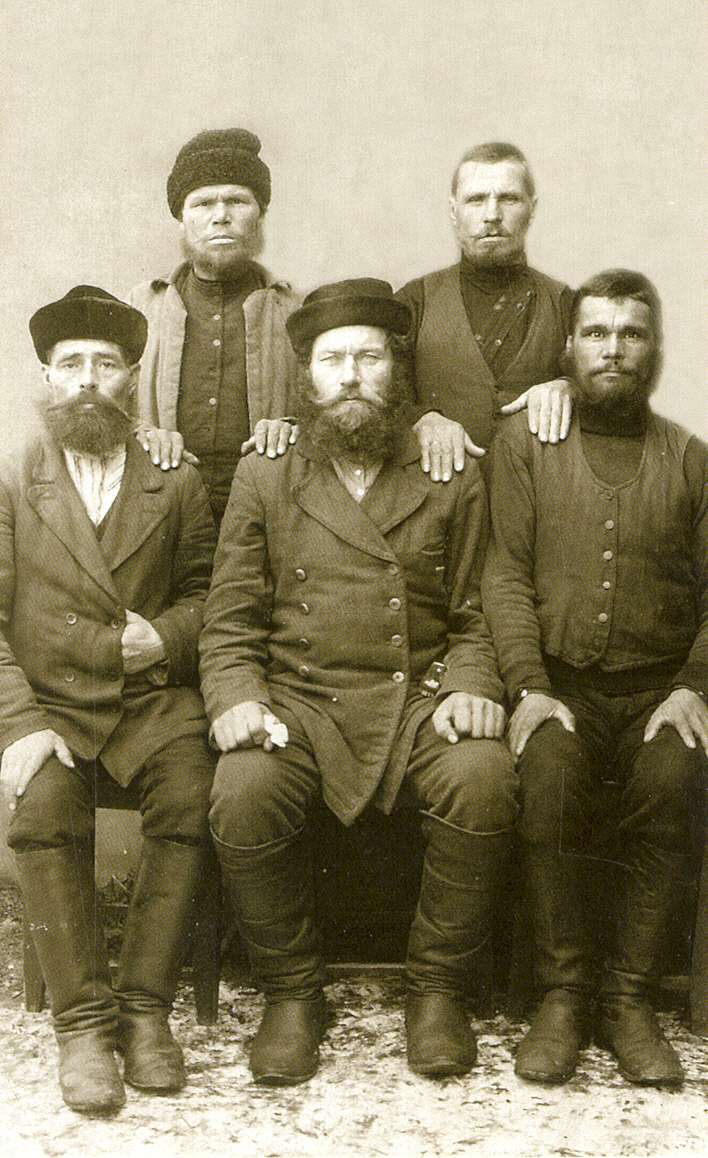
Pomoren, begin 20e eeuw

Pomoren (Russisch: поморы; pomory) is de benaming voor de bewoners van het Russische Noorden, meer bepaald in de landstreek Pomorje. Van oorsprong zijn Pomoren Russische migranten, die zich vestigden aan de kusten van de Witte Zee en in de uitgestrekte gebieden van ruwweg de tegenwoordige oblast Archangelsk en Vologda. Bekende Pomoren waren Michail Lomonosov, Fedot Sjoebin, Semjon Dezjnjov en Jerofej Chabarov.

## Geschiedenis
In de 12e eeuw trokken bewoners van Novgorod over de Noordelijke Dvina en de Onega door naar de Witte Zee en stichtten er nederzettingen langs de oevers. Later trokken zij verder door naar de kuststreek van de Barentszzee, het schiereiland Kola, Spitsbergen en Nova Zembla. Deze Russische migranten hebben zich vermengd met de plaatselijke bevolking aldaar, die van Fins-Oegrische oorsprong was en een Fins-Oegrische taal sprak. Met hun boten trokken de Pomoren ook achter de Oeral naar Noord-Siberië, waar zij rond 1500 ten oosten van het schiereiland Jamal de handelsstad Mangazeja stichtten. De Pomoren onderhielden de noordelijke handelsroute tussen Archangelsk en Siberië. Vóór de opkomst van Archangelsk in het einde van de 16e eeuw was Cholmogory hun hoofdstad. De Pomoren waren in die tijd van grote economische betekenis voor Rusland: hun gebied vormde de schakel in de handel tussen Siberië en Rusland enerzijds en West-Europa anderzijds.

## Karakter en levenswijze
De Pomoren stonden bekend als zwijgzame doorzetters, die hadden leren leven met de harde levensomstandigheden van het Noorden. Omdat het Russische Noorden gevrijwaard is gebleven van het Tataars-Mongoolse Juk in de 13e en 14e eeuw en van de lijfeigenschap, waren de Pomoren vrije, onafhankelijke mensen en hadden ze een andere psychologie dan de Russische boeren in Midden- en Zuid-Rusland. Ook qua uiterlijk zouden ze meer overeenkomst hebben met Scandinaviërs dan met Russen uit zuidelijker streken. De Pomoren zijn Russisch-orthodox; de meesten van hen behoren tot de priesterloze oudgelovigen en zijn verenigd in de zogenaamde Pomorenkerk.

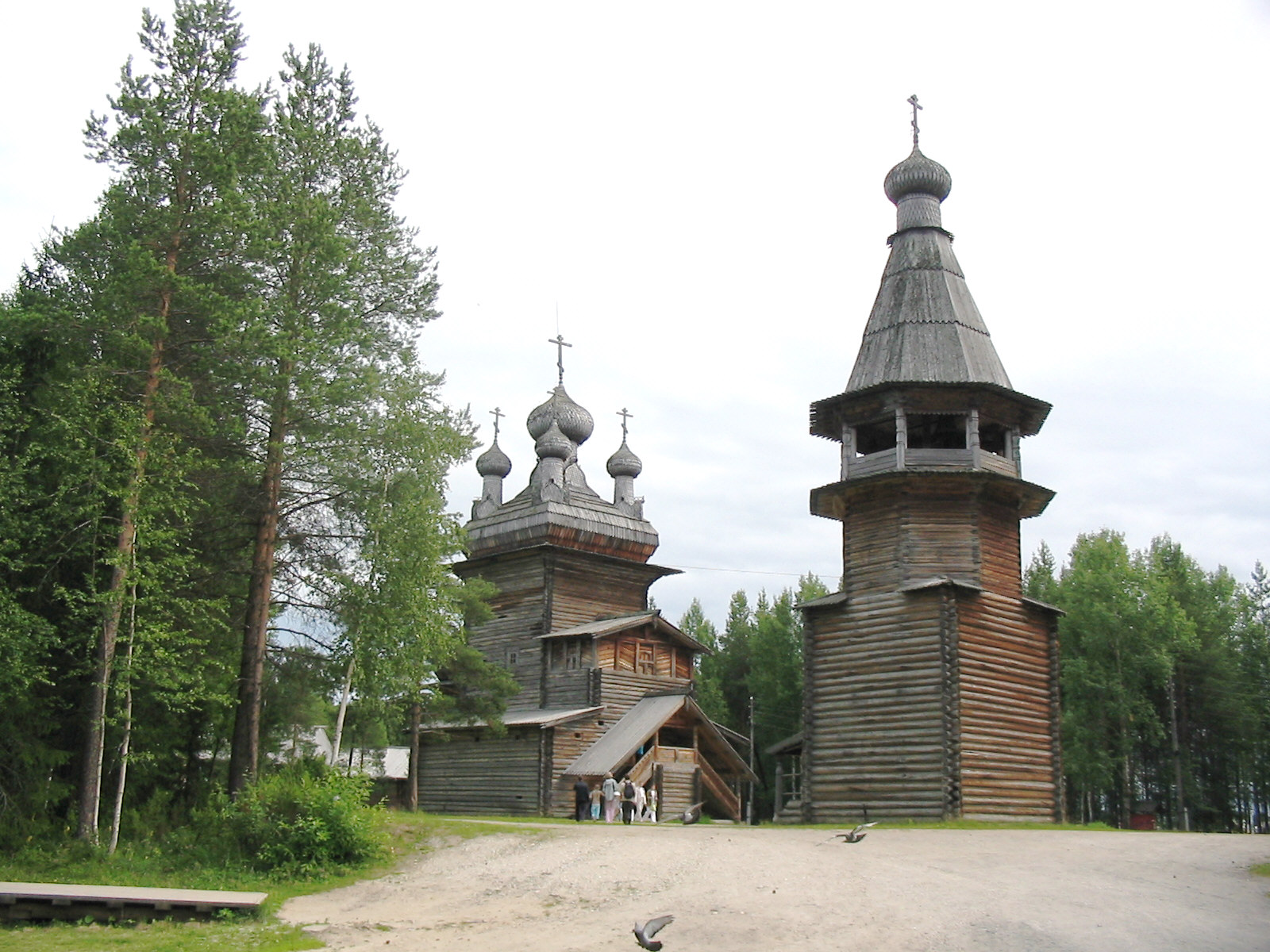
Malye Korely, een openluchtmuseum bij Archangelsk met houtarchitectuur uit onder meer de 17e eeuw

Een deel van de Pomoren hield zich bezig met visvangst, walvisvaart en de jacht. In de toendra joegen zij ook op pelsen deden aan rendierhouderij. Door de Pomoren leverden onder meer zout, hars, was, muscoviet, parels en verschillende soorten ijzererts aan. De graan- en vishandel met Noorwegen was ook belangrijk; deze handel was zo intensief dat er zich rond 1750 een Russisch-Noorse Pidgin-taal ontwikkelde, die bekend werd als het Russenorsk. 
Er waren echter ook Pomoren die landbouw en veeteelt bedreven; vaak was er sprake van een combinatie van bezigheden. In de winter trokken velen naar de grote steden om daar hun diensten aan te bieden als ambachtsman.

## De taal van de Pomoren
De Pomoren spreken een Noord-Russisch dialect, dat veel archaïsche trekken van het Russisch heeft behouden. Het belangrijkste kenmerk van Noord-Russische dialecten is het zg. ókanje (оканье - "o zeggen"): de onbeklemtoonde o wordt niet gereduceerd, maar uitgesproken als [o]. De "g" in genitiefvormen van bijvoeglijke naamwoorden die in het moderne Russisch wordt uitgesproken als "w" wordt hier nog als een "g" uitgesproken. Tot ongeveer 1950 weken de Noord-Russische dialecten ook qua woordenschat sterk af van het Russisch dat men elders in Rusland sprak. Door de geïsoleerde ligging van veel streken hadden deze dialecten veel archaïsmen behouden. 

## Status van de Pomoren
Na het verdwijnen van de Sovjet-Unie werd de vraag gesteld of de Pomoren als een afzonderlijk etnos uit het noorden konden worden beschouwd en een autonome republiek konden krijgen. Aangezien het echter gaat om etnische Russen, vond dit initiatief geen weerklank. De volkstelling van 2002 registreerde 6.571 Pomoren, de meesten in de oblast Archangelsk. De volkstelling van 2010 registreerde er ruim 3.000, als sub-categorie van de Russen.

Meisjes uit een dorp aan de Sjeksna bij Kirillov voor een typisch Noord-Russisch houten huis. Foto uit ca. 1915.

Van de Pomoren als etnos en als dragers van een eigen cultuur en levenswijze is door de Sovjetheerschappij weinig behouden gebleven. Ze werden gedwongen zich bij kolchozen aan te sluiten, wat het einde van de traditionele manier van leven betekende. Bovendien werd zelfstandig ondernemerschap verboden, terwijl dit juist onder de Pomoren wijdverbreid was. Plaatselijk worden er sinds de jaren 90 pogingen gedaan om de cultuur van de Pomoren nieuw leven in te blazen.